# Пауль Кернер
Пауль Кернер (Paul Körner; 2 жовтня 1893, Пірна — 29 листопада 1957, Тегернзе) — німецький державний діяч, статс-секретар уряду Пруссії (11 квітня 1933) і постійний заступник Уповноваженого з 4-річному плану Германа Герінга (22 жовтня 1936), обергруппенфюрер СС (30 січня 1942).

## Біографія
Відвідував народну школу і реальну гімназію в Циттау. У 1914 році вступив добровольцем в армію, учасник Першої світової війни. Спочатку воював на фронті в складі саксонського королівського полку польової артилерії № 28, з 1917 року — офіцер Генерального штабу, гауптман (1919). Під час війни Кернер подружився з баварським льотчиком-винищувачем Германом Герінгом.
Після демобілізації був членом добровольчого корпусу Лютцова, вивчав юриспруденцію. Роботу знайти не зміг і жив на невелику грошову допомогу, яку йому надавала сім'я. У листопаді 1926 року вступив в НСДАП (квиток № 714 328).
Навесні 1928 року зблизився з Германом Герінгом. У Кернера був власний автомобіль «Мерседес Бенц», і Герінг запропонував Кернеру стати його компаньйоном по роботі представником різних авіаційних фірм. З цього часу він став особистим шофером і довіреною особою Герінга. У 1931 році вступив в СС (посвідчення №23 076) і отримав звання группенфюрера СС. З кінця 1931 року - особистий секретар Герінга. До кінця війни залишався найближчим співробітником Герінга.
Свідченням високого становища Кернера в ієрархії НСДАП можна вважати той факт, що він поряд з Адольфом Гітлером, Германом Герінгом і Вільгельмом Фріком був одним з 4 представників НСДАП, які брали участь в обговоренні 22 січня 1933 року в заміському будинку Йоахіма фон Ріббентропа з представниками рейхспрезидента Німеччини Пауля фон Гінденбурга питання про утворення нового коаліційного уряду на чолі з Гітлером.
Після приходу Гітлера до влади в лютому 1933 року Кернер став особистим референтом Герінга в Міністерстві внутрішніх справ Пруссії. З 5 березня 1933 року і до кінця війни був депутатом Рейхстагу від 2-го виборчого округу Західний Берлін. 11 квітня 1933 року став статс-секретарем уряду Пруссії. У ситуації велику зайнятість Герінга на його численних посадах в Третьому Рейху на посаді статс-секретаря Кернеру доводилося займатися поточним керівництвом прусським урядом. З вересня 1933 року — прусський державний радник. Як член Прусської державної ради Кернер також представляв інтереси Пруссії в рейхсраті до його розпуску на початку 1934 року.
З 22 жовтня 1936 року — постійний заступник Уповноваженого з 4-річного плану Герінга, статс-секретар Управління з чотирирічного плану і Голова Генеральної ради з чотирирічного плану. У 1937-42 роках  голова Наглядової ради концерну «Імперські підприємства гірничорудної промисловості і металургійні заводи Германа Герінга» («Reichswerke AG für Erzbergbau und Eisenhütten Hermann Göring»). У 1939-42 роках — голова Генеральної ради з 4-річного плану. Завдяки тому, що генеральний уповноважений з 4-річного плану Герінг мало розбирався в питаннях економіки, в руках Кернера зосередилася величезна влада у керівництві промисловістю і підготовці Німеччини до війни. У 1941-45 роках Кернер був заступником керівника Штабу економічного керівництва «Схід» («Wirtschaftsführungsstabes Ost»), який займався економічним пограбуванням окупованої території СРСР.
У 1930-і і 1940-і роки Кернер займав ряд ключових позицій в німецькій економіці: в 1937-42 роках він був головою Наглядової ради концерну «Герман Герінг Верке» («Reichswerke AG für Erzbergbau und Eisenhütten Hermann Göring»), в 1941-43 роках — головою адміністративної ради «Гірничодобувні і металургійні заводи Сходу» («Berg und Hüttenwerke Ost GmBH»), а також був членом Наглядової ради компанії Люфтганза («Lufthansa AG»), членом товариства «Імперські автобани» («Reichsautobahn») і постійним членом імперської робочої палати («Reichsarbeitskammer»). Крім того, Кернер був членом президії Німецького дослідницького товариства («Deutschen Forschungsgemeinschaft»), Німецької академії авіаційних досліджень («Deutschen Akademie der Luftforschung») і правління Німецької імперської пошти.
Після війни заарештований американськими військами. У 1946 році виступав свідком на Нюрнберзькому процесі у справі головних військових злочинців. Був притягнутий до суду Американського військового трибуналу у справі «Вільгельмштрассе». 11 квітня 1949 року був засуджений до 15 років тюремного ув'язнення. Пізніше був амністований і звільнений 15 грудня 1951 року. Надалі на пенсії.

## Звання
- Лейтенант резерву (7 листопада 1916)
- Штурмбанфюрер СС (17 лютого 1932)
- Штандартенфюрер СС (22 липня 1932)
- Оберфюрер СС (20 квітня 1933)
- Бригадефюрер СС (19 липня 1933)
- Групенфюрер СС (1 березня 1934)
- Гауптман резерву люфтваффе (1935)
- Майор резерву люфтваффе (1936)
- Обергрупенфюрер СС (30 січня 1942)
- Оберстлейтенант резерву люфтваффе (лютий 1942)

## Нагороди
- Залізний хрест 2-го і 1-го класу
- Орден Альберта (Саксонія), лицарський хрест 2-го класу з мечами
- Військовий Хрест Фрідріха-Августа (Ольденбург) 2-го класу
- Галліполійська зірка (Османська імперія)
- Цивільний знак СС (№42)
- Почесний хрест ветерана війни з мечами
- Почесний кут старих бійців
- Золотий партійний знак НСДАП
- Орден дому Саксен-Ернестіне, великий хрест з мечами на кільці (1935)
- Почесний знак Німецького Червоного Хреста 1-го класу
- Йольський свічник (16 грудня 1936)
- Кільце «Мертва голова»
- Почесна шпага рейхсфюрера СС
- Нагрудний знак спостерігача
- Медаль «У пам'ять 13 березня 1938 року»
- Медаль «У пам'ять 1 жовтня 1938»
- Хрест Воєнних заслуг 2-го і 1-го класу
- Імперський орден Ярма та Стріл, великий хрест (Іспанія)
- Медаль «За вислугу років у СС» 4-го, 3-го і 2-го ступеня (12 років)
- Медаль «За вислугу років у НСДАП» в бронзі і сріблі (15 років)